# Sanghabodi
Sanghabodi (Sangha Bodi, Siri Sanghabodi) fou rei d'Anuradhapura (Sri Lanka) del 242 al 244. Va succeir al seu company lambakanna Sanghatissa quan va morir enverinat.
Sanghabodi havia estat nomenat cap de l'exèrcit i a la mort del seu company fou proclamat rei per recomanació del ministre Abhaya. El país es va veure assolat per una fam acompanyada de pesta que va delmar la població. Se'n va fer responsable a un dimoni anomenat Dala Raksa al que es van fer ofrenes (arròs per exemple) a cada població de l'illa, i la pesta es va esvair i la gana va remetre
Sanghabodi fou un devot i es va ordenar a l'ordre Atta Sil, la qual a més de moltes normes de devoció i auto privació, prohibia la destrucció dels animals. Els crims van augmentar a tota l'illa i els malfactors eren jutjats, condemnats i empresonats, però el rei va prohibir la seva execució i a la nit eren alliberats amb un sermó advertint-los contra els seus actes i demanant la seva rehabilitació. Això va molestar a la població i per fer front a les crítiques els cadàvers proporcionats per les baixes habituals d'una populosa ciutat es van exposar als llocs d'execució, en pals d'empalar i forques, com si fossin els delinqüents jutjats que en realitat havien estat alliberats. Aquests fets aviat van portar a l'anarquia i el tercer lambakanna, Gothakabhaya, que exercia com a tresorer de l'estat, va decidir apartar al seu company de la sobirania, i es va dirigir a la capital. Com era d'esperar Sanghabodi no va voler ser causa de mort per ningú altre lluitant pel tron i va marxar d'Anuradhapura emportant-se només un filtrador d'aigua que els més devots feien servir per no destruir cap animal que haurien pogut beure involuntàriament en cas de no filtrar l'aigua. Gothabhaya es va proclamar rei.